# Mycetina ceramica
Mycetina ceramica es una especie de coleóptero de la familia Endomychidae.

## Distribución geográfica
Habita en Kerala (India).